# Companyia de Ferrocarrils del Japó Oriental

Distribució geogràfica del grup JR

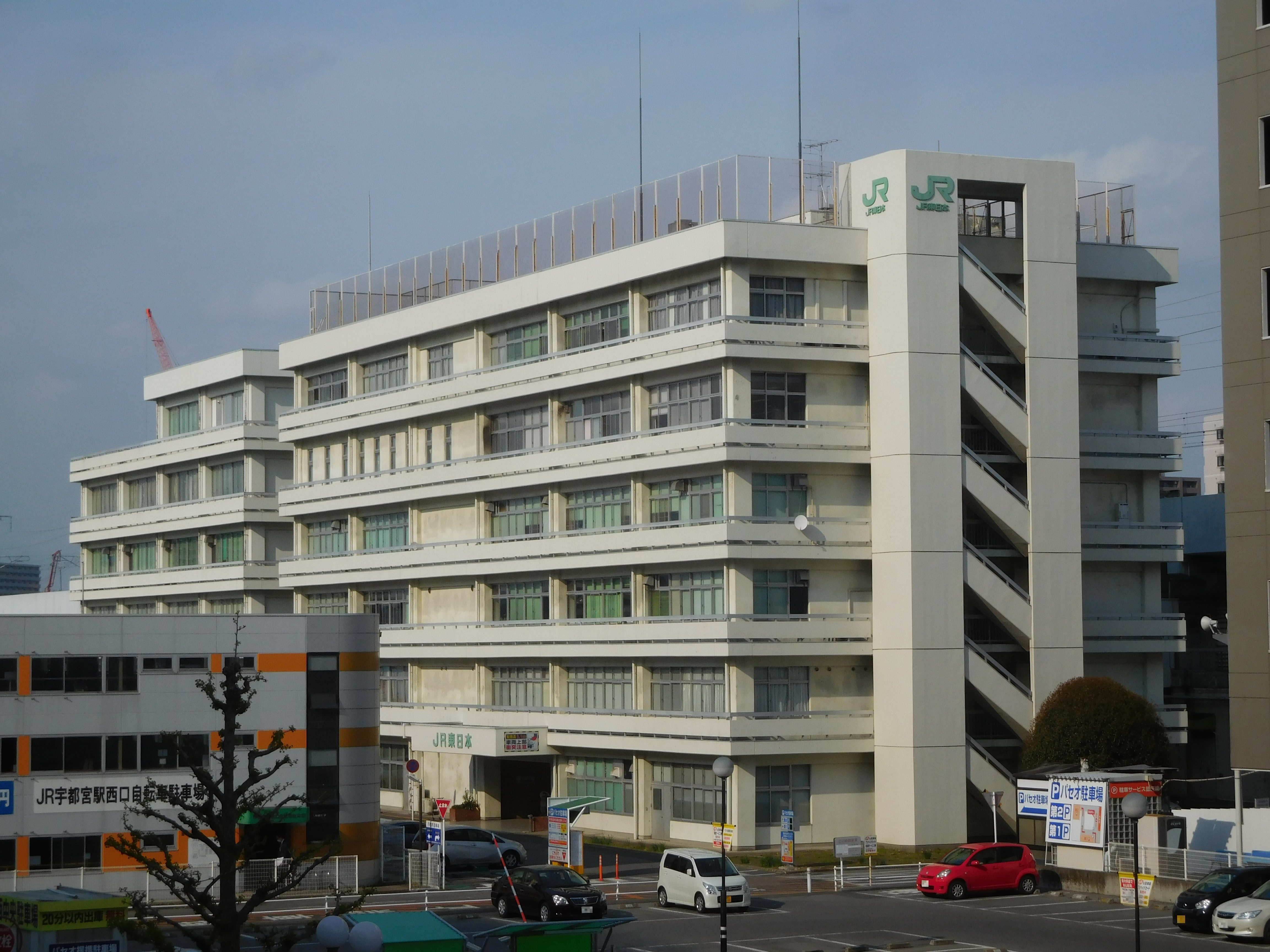
Oficina a Utsunomiya (Tochigi)

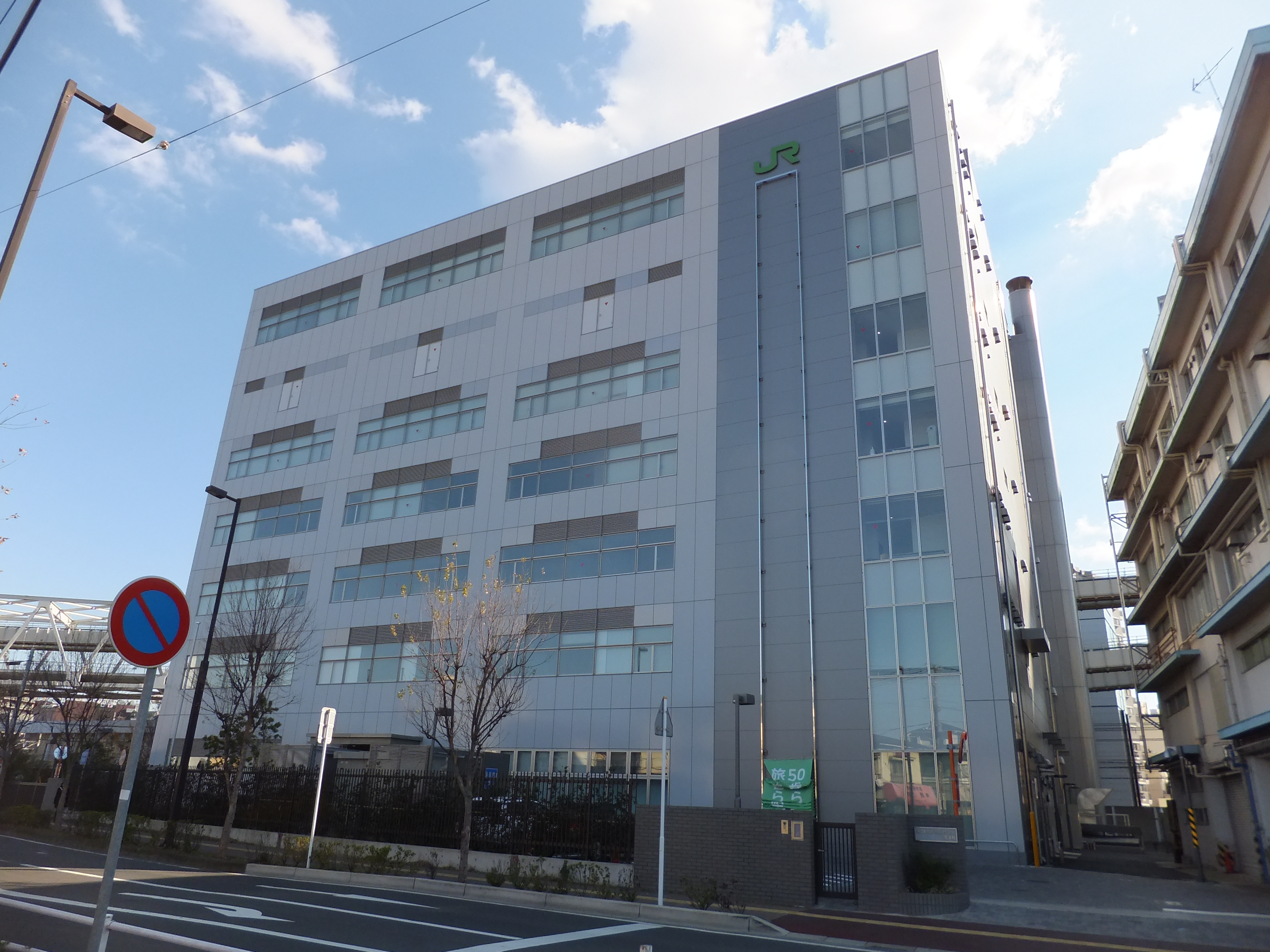
Oficina a Chiba (Chiba)

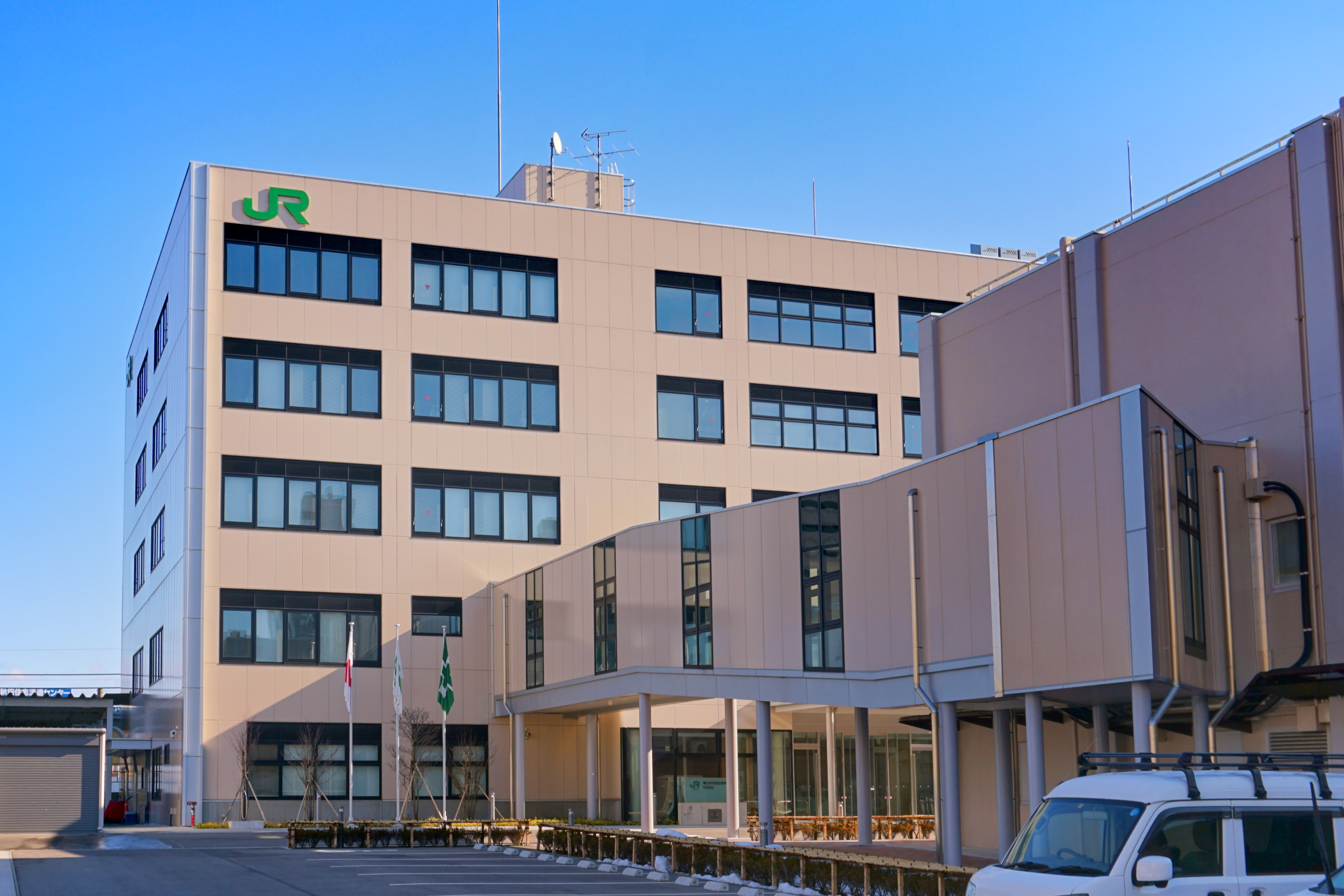
Oficina a Akita (Akita)

La Companyia de Ferrocarrils del Japó Oriental (東日本旅客鉄道, Higashi-Nihon Ryokaku Tetsudō), Ferrocarril de Passatgers del Japó Oriental en la seua denominació oficial en japonès i comunament coneguda i abreujada com a JR East (JR東日本, Jeiāru Higashi-Nihon), és una empresa privada de ferrocarrils de passatgers del Japó i la més gran de les set que formen el grup Japan Railways. La seua principal de la companyia s'hi troba al barri de Yoyogi, a Shibuya, Tòquio; prop de l'estació de Shinjuku. La companyia hi és a la Borsa de Tòquio i és, junt a la JR East i JR Central, una de les empreses del grup JR a l'índex Nikkei.

## Història
La Companyia de Ferrocarrils del Japó Oriental o JR East des d'ara, es va fundar l'1 d'abril de 1987 després de dissoldre's els Ferrocarrils de l'Estat Japonés (FEJ). Tot i que la nova empresa va ser considerada una "privatització", JR East no fou privada totalment fins a l'any 2002.

## Línies

### Shinkansen
- Tōhoku Shinkansen (Tòquio - Shin-Aomori)
- Jōetsu Shinkansen (Tòquio - Niigata)
- Hokuriku Shinkansen (Tòquio - Jōetsumyoko)
- Yamagata Shinkansen (Tòquio - Shinjō)
- Akita Shinkansen (Tòquio - Akita)

### Línies regionals de Kantō
- Línia Agatsuma (Shibukawa - Omae)
- Línia Chūō (Tòquio - Shiojiri)
- Línia Chūō Rapid (Tòquio - Otsuki)
- Línia Chūō-Sōbu (Mitaka - Chiba)
- Línia Hachikō (Hachiōji - Kuragano)
- Línia Itō (Atami - Ajiro - Ito)
- Línia Itsukaichi (Hajima - Musashi-Itsukaichi)
- Línia Jōban (Ueno - Iwaki)
- Línia Jōetsu (Takasaki - Minakami)
- Línia Karasuyama (Hoshakuji - Ogane - Karasuyama)
- Línia Kashima (Katori - Kashima Soccer Stadium)
- Línia Kawagoe (Ōmiya - Komagawa)
- Línia Keihin-Tōhoku (Ōmiya - Yokohama)
- Línia Keiyō (Tòquio - Soga)
- Línia Kururi (Kisarazu - Kazusa-Kameyama)
- Línia Mito (Oyama - Tomobe)
- Línia Musashino (Fuchū-Honmachi - Nishi-Funabashi)
- Línia Nanbu (Kawasaki - Tachikawa)
- Línia Narita (Sakura - Chôshi)
- Línia Negishi (Yokohama - Ofuna)
- Línia Nikkō (Utsunomiya - Nikkō)
- Línia Ōme (Tachikawa - Okutama)
- Línia Ryōmō (Oyama - Shin-Maebashi)
- Línia Sagami (Hashimoto - Chigasaki)
- Línia Saikyō (Osaki - Ōmiya)
- Línia Shōnan-Shinjuku (Ōmiya - Ōfuna)
- Línia principal Sōbu (Tòquio - Chōshi)
- Línia Sotobō (Chiba - Awa-Kamogawa)
- Línia Takasaki (Ōmiya - Takasaki)
- Línia Tōgane (Naruto - Oami)
- Línia principal Tōhoku (Ueno - Kuroiso)
- Línia principal Tōkaidō (Tòquio - Atami)
- Línia Tsurumi (Tsurumi - Ōgimachi)
- Línia Uchibō (Soga - Awa-Kamogawa)
- Línia Ueno-Tòquio (Maebashi - Numazu)
- Línia Yamanote (Ōsaki - Ōsaki)
- Línia Yokohama (Higashi-Kanagawa - Hachiōji)
- Línia Yokosuka (Tòquio - Kurihama)

### Línies regionals de Tōhoku
- Línia Aterazawa (Kita-Yamagata - Aterazawa)
- Línia Banetsu Est (Iwaki - Kôriyama)
- Línia Banetsu Oest (Kôriyama - Niitsu)
- Línia Gonō (Higashi-Noshiro - Kawabe)
- Línia Hachinohe (Hachinohe - Kuji)
- Línia Hanawa (Odate - Koma)
- Línia Ishinomaki (Kogota - Onagawa)
- Línia Jōban (Iwaki - Iwanuma)
- Línia Kamaishi (Hanamaki - Kamaishi)
- Línia Kesennuma (Maeyachi - Kesennuma)
- Línia Kitakami (Kitakami - Yokote)
- Línia Ōfunato (Ichinoseki - Sakari)
- Línia Oga (Ōiwake - Oga)
- Línia Ōminato (Noheji - Ōminato)
- Línia principal Ōu (Fukushima - Aomori)
- Línia Rikuu Est (Kogota - Shinjo)
- Línia Rikuu Oest (Shinjo - Amarume)
- Línia Senseki (Aobadori - Ishinomaki)
- Línia Senzan (Sendai - Uzen-Chitose)
- Línia Suigun (Mito - Asaka-Nagamori)
- Línia Tadami (Aizu-Wakamatsu - Koide)
- Línia Tazawako (Morioka - Ōmagari)
- Línia principal Tōhoku (Kuroiso - Morioka)
- Línia Tsugaru (Aomori - Minmaya)
- Línia principal Uetsu (Niitsu - Akita)
- Línia Yamada (Morioka - Miyako)
- Línia Yonesaka (Yonezawa - Sakamachi)

### Línies regionals del Kōshinetsu
- Línia Chūō (Nirasaki - Shiojiri)
- Línia Echigo (Niigata - Kashiwazaki)
- Línia Hakushin (Niigata - Shibata)
- Línia Iiyama (Toyono - Echigo-Kawaguchi)
- Línia Jōetsu (Minakami - Miyauchi)
- Línia Koumi (Kobuchizawa - Komoro)
- Línia Ōito (Matsumoto - Minami-Otari)
- Línia principal Shinetsu (Takasaki - Yokokawa)
- Línia Shinonoi (Shinonoi - Shiojiri)
- Línia Yahiko (Higashi-Sanjō - Yahiko)